# Miomantis feminina
Miomantis feminina är en bönsyrseart som beskrevs av Max Beier 1930. Miomantis feminina ingår i släktet Miomantis och familjen Mantidae. Inga underarter finns listade i Catalogue of Life.